# Баварська державна канцелярія
Баварська державна канцелярія (нім. Bayerische Staatskanzlei, англ. Bavarian State Chancellery) — установа і адміністративна будівля в центрі Мюнхена в районі парку Хофгартен. Це вищий земельний орган Баварії, тут розташовані офіси (резиденція) прем’єр-міністра та уряду Баварії.

## Характеристика
Будівля державної канцелярії розташована у східній частині парку.
У теперішньому вигляді сучасна будівля державної канцелярії споруджена у 1989 — 1993 роках шляхом добудови двох бічних крил до центральної (купольної) частини раніше існуючої на цьому місці будови Баварського військового музею (нім. Das Bayerische Armeemuseum). 
Будівля Баварського військового музею була спроєктована у стилі істори(ци)зму за планами архітектора Людвіга фон Меллінґера і закінчена 1905 року.  В часі Другої світової війни бічні частини будівлі військового музею були значно пошкодженні бомбардуваннями 2 — 3 жовтня 1943 та 17 грудня 1944. Після війни влада Баварії відмовилася відновлювати бічні галереї музею. Проте центральну частину колишнього музею все ж було вирішено зберегти. 
План реконструкції споруди передбачав добудову на одній осі з центральною купольною будівлею двох бічних галерей (оранжерей). Конструкція галерей з металу та скла виглядає футуристичною і створює нове та незвичайне просторове середовище.

## Галерея

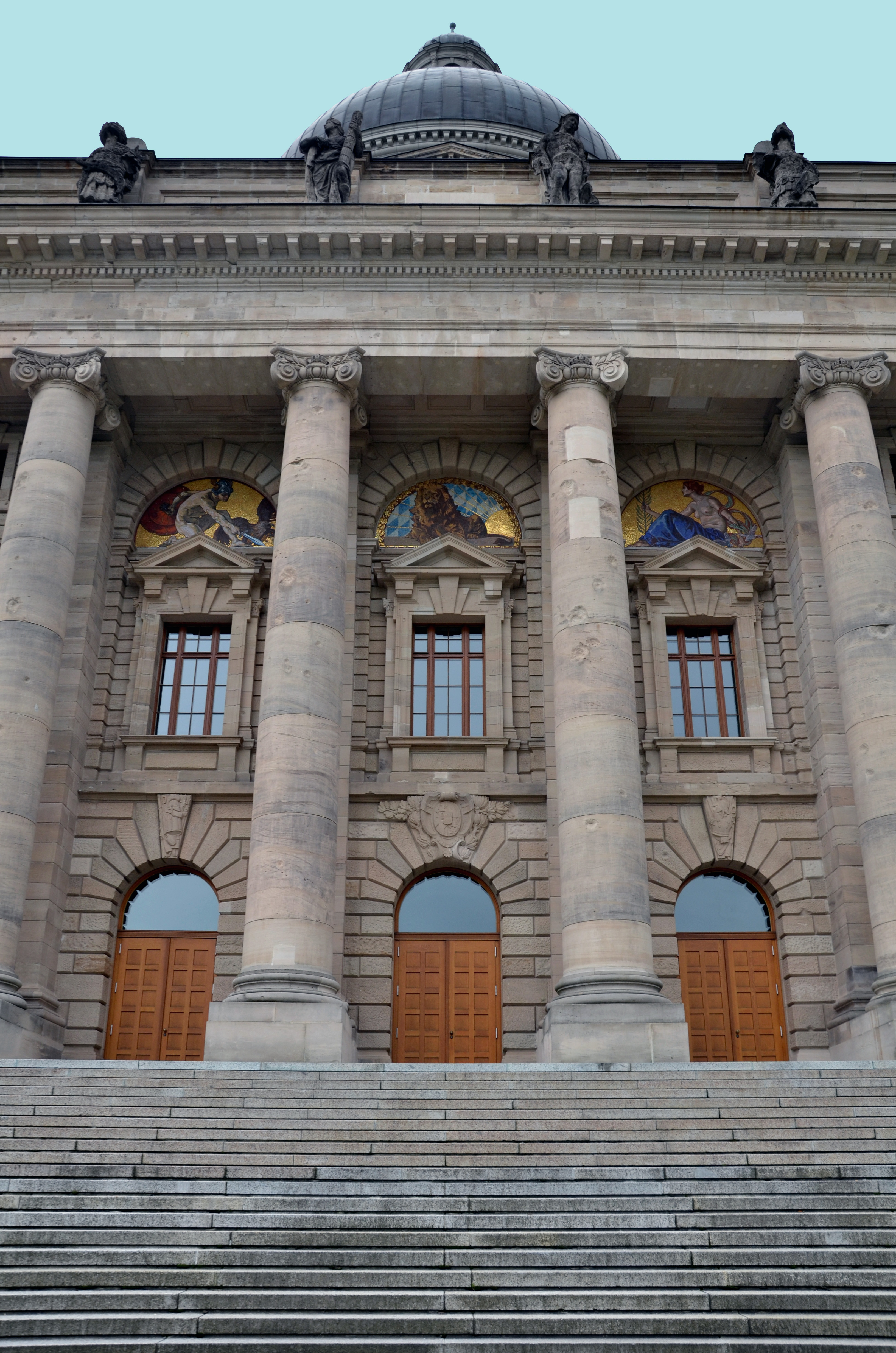
Сходи та портик західного фасаду
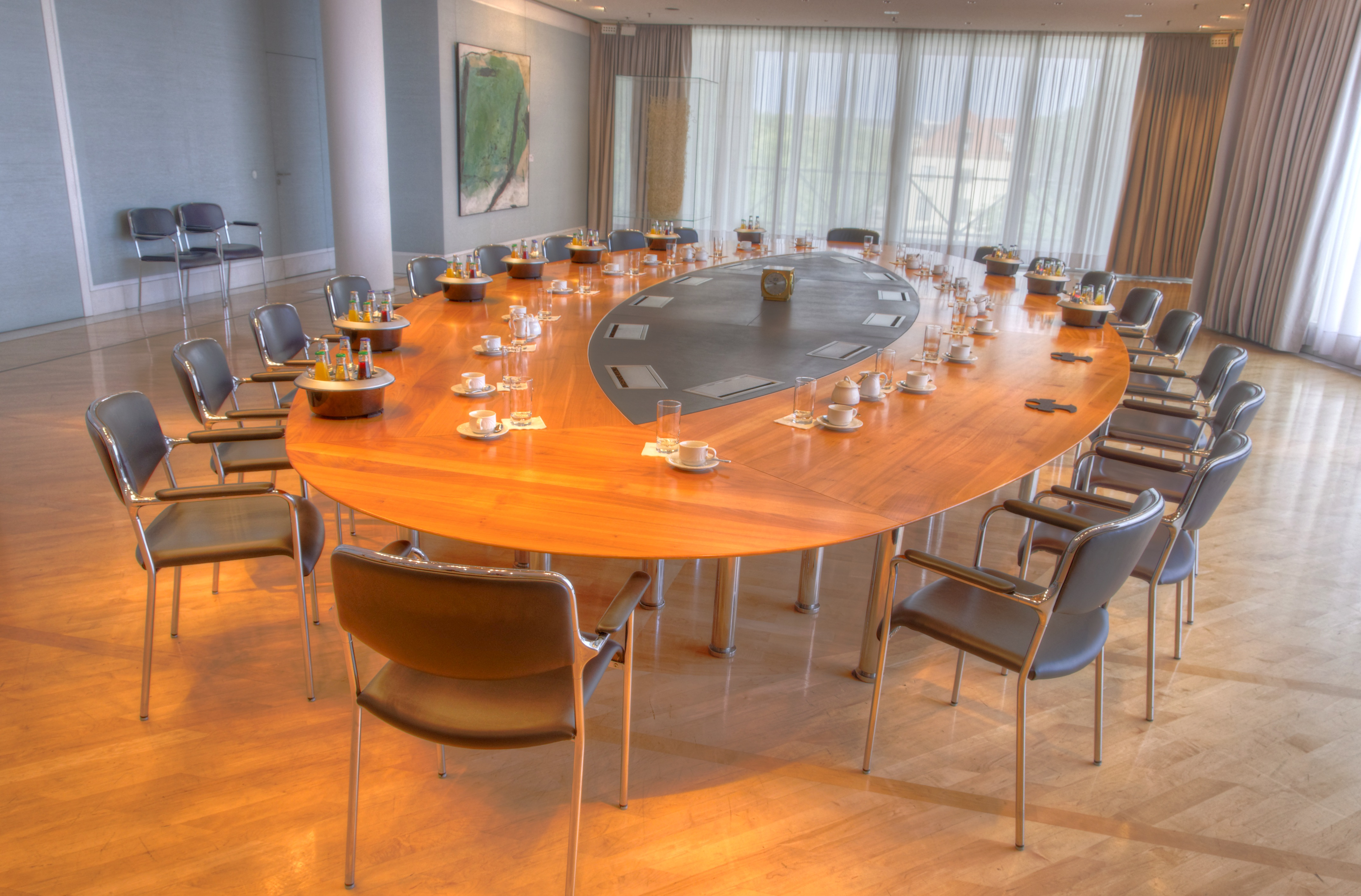
Інтер'єр
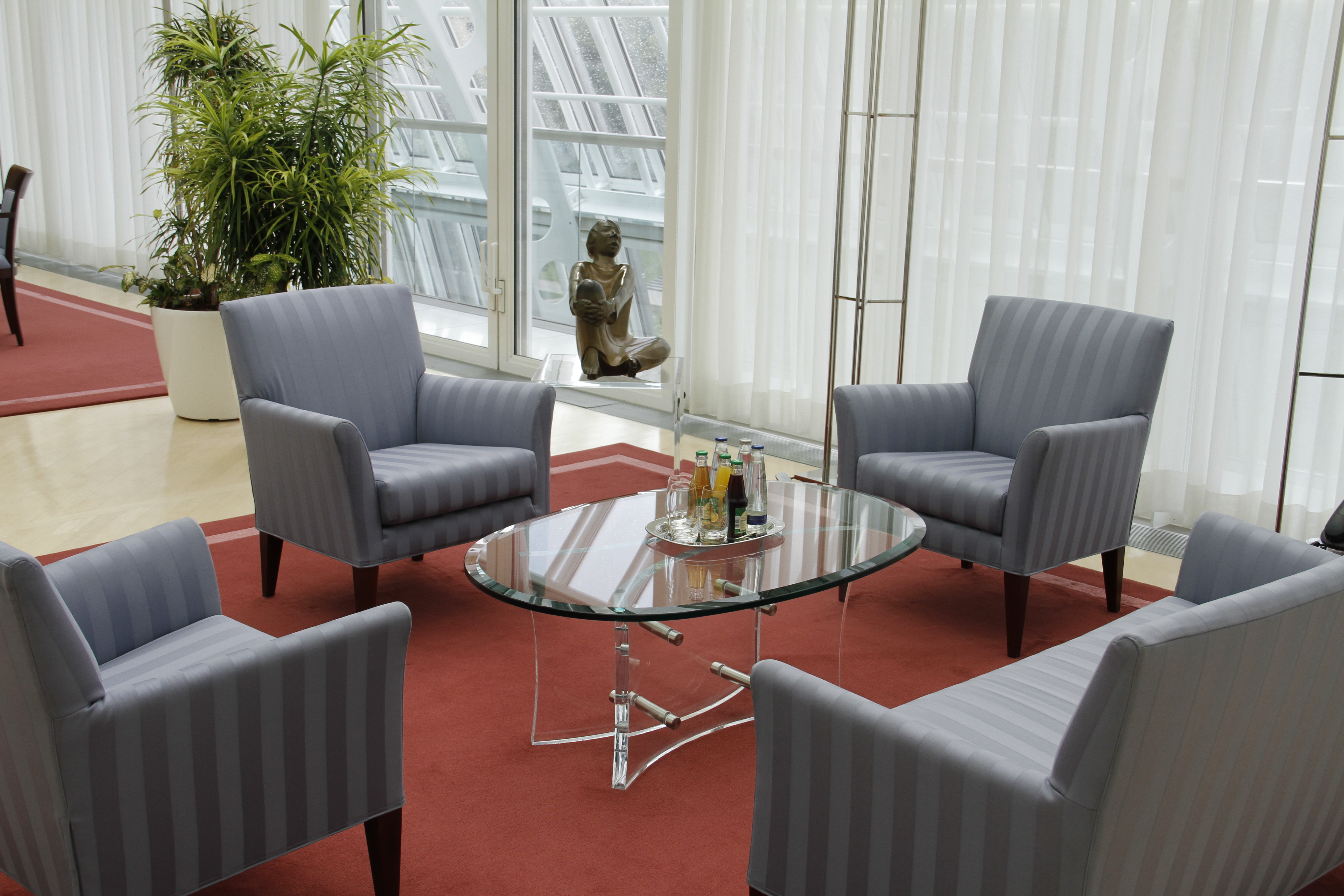
Інтер'єр
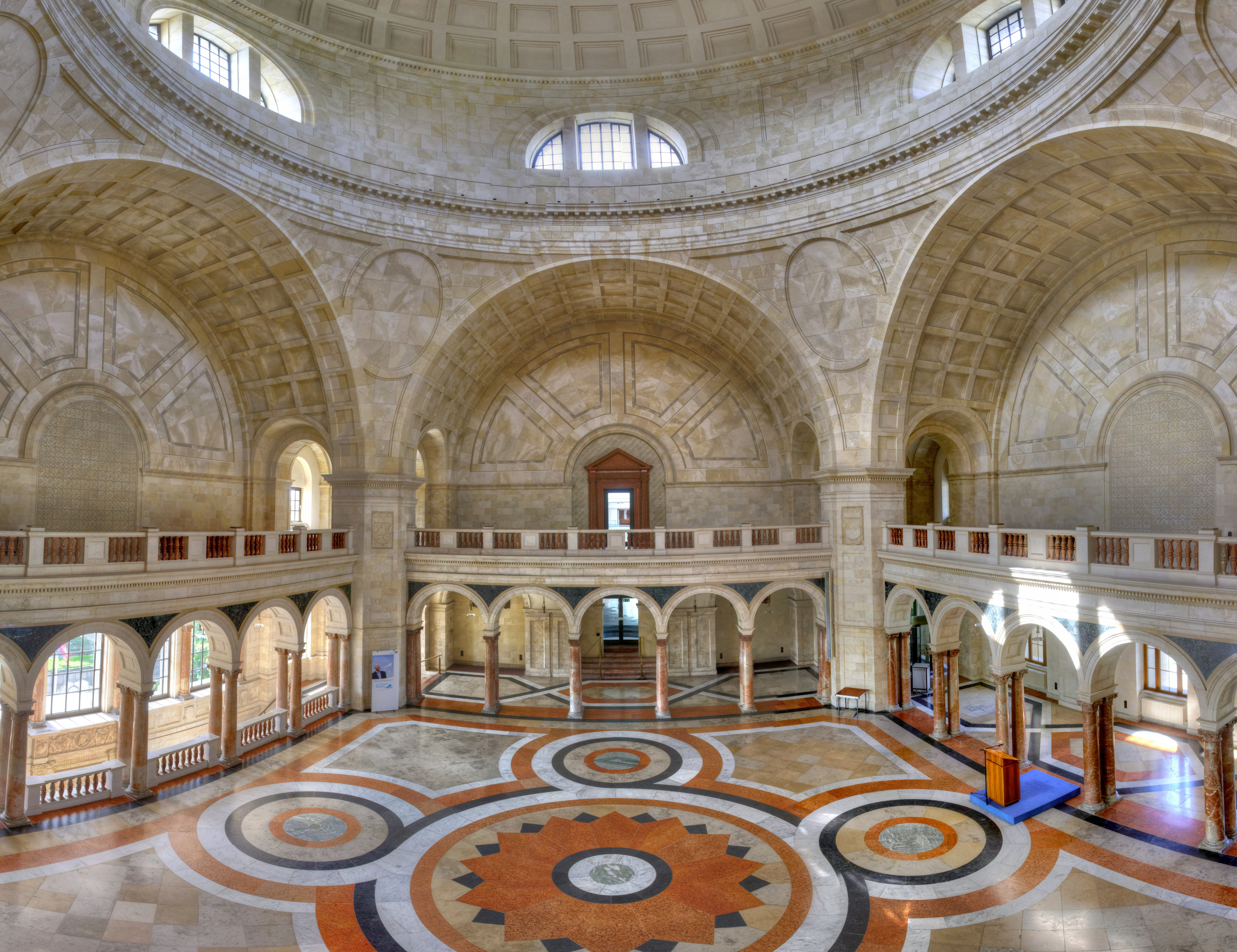
Інтер'єр ротонди
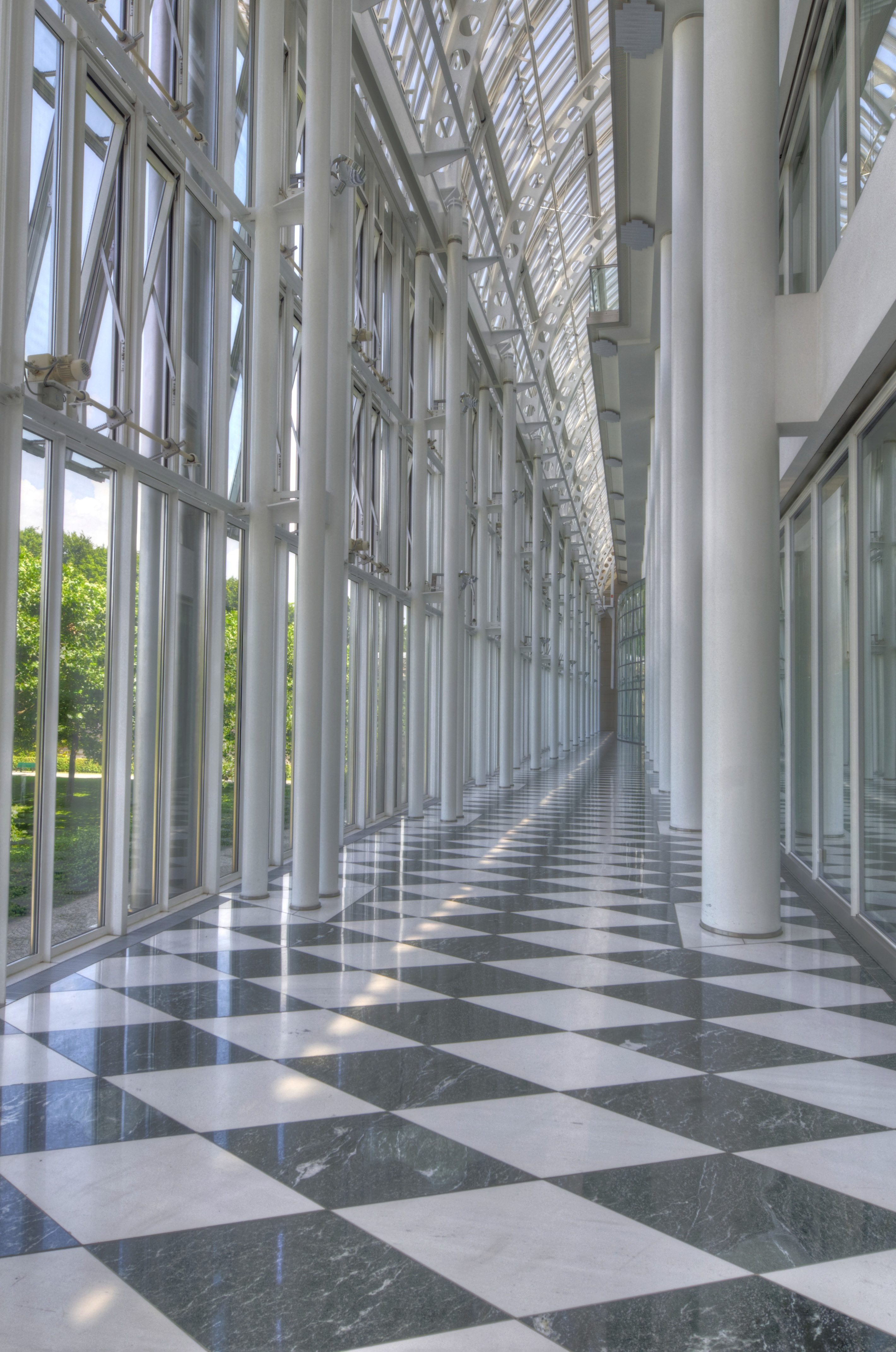
Інтер'єр бічної галереї
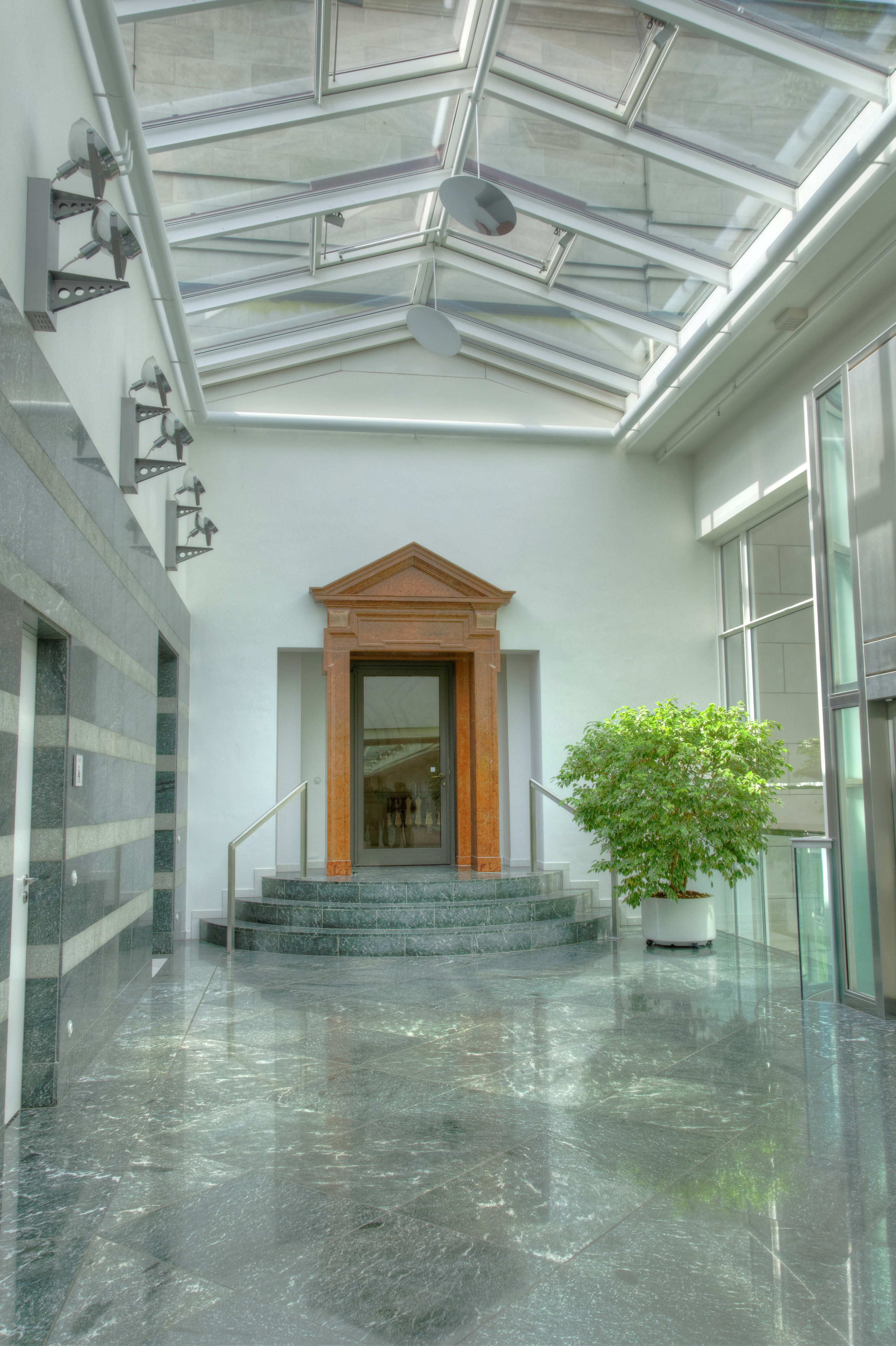
Інтер'єр бічної галереї